# Rue Charlemagne
Rue Charlemagne je ulice v Paříži v historické čtvrti Marais. Nachází se ve 4. obvodu. Ulice nese jméno franského krále Karla Velikého.

## Poloha
Ulice vede od křižovatky s Rue de Fourcy a Rue des Nonnains-d'Hyères a končí na křižovatce s Rue Saint-Paul.

## Historie
Ulice se nacházela v sousedství městských hradeb Filipa II. Augusta a byla prodloužením ulice Rue de Jouy. Nazývala se také Rue de la Fausse-Poterne-Saint-Paul podle brány v hradbách, u kterých ulice končila. Konec ulice se nazýval Rue de l'Archet-Saint-Paul. Ulice je citována v Le Dit des rues de Paris pod jménem Rue des Poulies-Saint-Pou. Poté byla přejmenována na Rue des Prêtres-Saint-Paul, protože zde žila většina kněží kostela Saint-Paul. Ministerská vyhláška ze dne 27. května 1799 stanovila šířku této ulice na 7 metrů. Tato šířka byla zvětšena na 10 metrů královským výnosem ze dne 6. března 1828.
Královským výnosem z 5. srpna 1844 byla Rue des Prêtres-Saint-Paul přejmenována na Rue Charlemagne.

## Zajímavé objekty
- domy č. 9–15: pozůstatky městských hradeb z doby vlády Filipa II. Augusta
- domy č. 13–14: Lycée Charlemagne
- Fontána Karla Velikého
- dům č. 16: sídlo francouzského nakladatelství Allia
- dům č. 16: v roce 1957 zde bydlel spisovatel Georges Perec. Některé pasáže jeho románu Život: návod k použití byly inspirovány tímto obdobím.
- dům č. 18: Hôtel du président de Châteaugiron, vybudovaný za Ludvíka XIV.
- domy č. 19, 21 a 23: obytné budovy z roku 1956 v rámci asanace starých staveb
- dům č. 25: dům z roku 1755, jehož fasáda byla v rámci asanace uchována